# Anton Walter
Gabriel Anton Walter (5. února 1752 – 11. dubna 1826) byl stavitelem klavírů. New Grove ho popisuje jako „nejslavnějšího vídeňského výrobce klavírů své doby“.

## Život a dílo

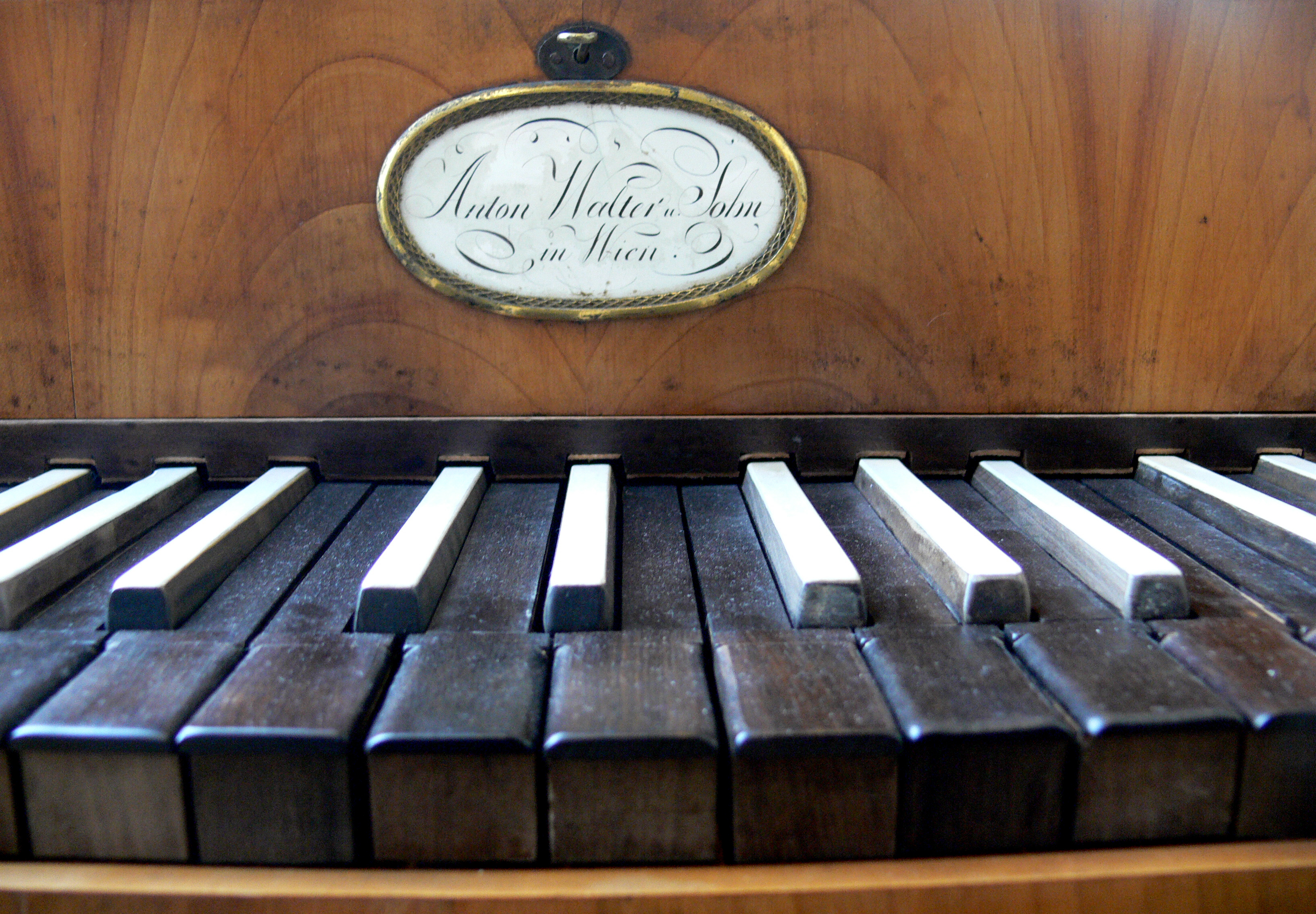
Detail klavíru Anton Walter z roku 1810

Walter se narodil v Neuhausenu auf den Fildern v Německu. Do Vídně se přestěhoval v roce 1780 a v roce 1790 mu byl udělen status císařského královského komorního stavitele varhan a nástrojů. V roce 1800 zaměstnával asi 20 dělníků. V tomto roce se k němu ve firmě připojil jeho nevlastní syn Joseph Schöffstoss a klavíry získaly označení „Anton Walter und Sohn“ („a syn“). Poslední dochovaný klavír Walter je datován rokem 1825 a následujícího roku Anton Walter zemřel.
Walter vylepšil konstrukci vídeňské mechaniky pian přidáním akce zpětné kontroly, která brání poskakování kladívka nahoru a dolů. Tato inovace byla přijata dalšími vídeňskými výrobci již za Walterova života. Mezi skladateli, kteří používali klavíry Walter, byl Beethoven, Mozart a Haydn.

## Mozartův nástroj
Wolfgang Amadeus Mozart koupil kolem roku 1782 klavír Walter a použil jej v jedné z nejdůležitějších fází své kariéry, kompozici a velmi úspěšné premiéry svých zralých klavírních koncertů. Asi v roce 1800 (devět let po Mozartově smrti) byl tento nástroj firmou Walter zjevně značně upraven. Tak přežil dodnes a je uchován v Salcburku, původně byl ve vlastnictví Mozartova syna Carla v Miláně.
Fortepiana Walter jsou často používána jako modely pro nástroje konstruované moderními staviteli fortepian, jako jsou Philip Belt, Rodney Regier, Paul McNulty, Christopher Clark a další.

## Nahrávky na originálech a kopiích klavírů Walter
1. Paul Badura-Skoda with Musica Florea. Wolfgang Amadeus Mozart. Piano concertos K.271, K.414. Nahráno na kopii klavíru Walter od Paula McNultyho.
2. Kristian Bezuidenhout. Wolfgang Amadeus Mozart. Keyboard Music Vol.2. Nahráno na kopii klavíru Walter od Paula McNultyho.
3. Robert Levin with the Academy of Ancient Music, Christopher Hogwood. Wolfgang Amadeus Mozart. Piano Concertos Nos. 15 & 26. Nahráno na originálním vlastním klavíru Mozarta.
4. Nikolaus Harnoncourt, Rudolf Buchbinder. Wolfgang Amadeus Mozart. Piano Concertos No. 23 & 25. Nahráno na kopii klavíru Walter od Paula McNultyho.
5. Andreas Staier. Joseph Haydn. Sonatas and Variations. Nahráno na kopii klavíru Walter od Christophera Clarka.
6. Alexei Lubimov and his colleagues. Ludwig van Beethoven. Complete piano sonatas. Nahráno na kopiích klavírů Stein, Walter, Graf a Buchholtz od Paula McNultyho.
7. Viviana Sofronitsky with Warsaw Chamber Opera Orchestra. Wolfgang Amadeus Mozart. Complete Mozart works for keyboard instrument and orchestra (11 CD box). Nahráno na kopii klavíru Walter od Paula McNultyho.